# Bellante
Bellante är en ort och kommun i provinsen Teramo i regionen Abruzzo i Italien. Kommunen hade 6 855 invånare (2022).